# Український нафтогазовий інститут
ПАТ «Украї́нський нафтога́зовий інститу́т» — акціонерне товариство, організоване згідно з наказом Державного комітету України по нафті та газу від 11.03.94 N 97 на базі Державного науково-дослідного і проектного інституту нафтової промисловості (УкрдіпроНДІнафта).
Державний науково-дослідний і проектний інститут нафтової промисловості був створений у квітні 1966 р. на підставі наказу Міністерства нафтодобувної промисловості СРСР від 14.03.66 №150 відповідно до рішення Державного комітету Ради Міністрів СРСР з питань науки і техніки.
Інститут створювався для забезпечення проєктно-кошторисною документацією та науковими розробками нафтової галузі України та південно-західних регіонів СРСР. За проєктами, розробленими інститутом, здійснювалося освоєння та облаштування нафтових родовищ України, Білорусі, Прибалтики, Якутії, Західного Сибіру, а також зарубіжних країн — Республіки Куба, Болгарії, Лівії, Сирії та Іраку.
В складі AT «УкрНГІ» такі відокремлені структурні підрозділи (не юридичні особи):
- наукове відділення у м. Києві;
- проєктне відділення у м. Києві;
- Дрогобицька філія;
- Полтавська філія.